# Taïfa de Málaga
1026–1239
Entités précédentes :
- Émirat de Cordoue

Entités suivantes :
- Dynastie lmoravide
- Empire almohade
- Royaume de Grenade

La Taïfa de Málaga (arabe : طائفة مالقة) était un royaume islamique andalou situé dans l'actuelle région sud de l'Espagne. Elle a existé pendant quatre périodes distinctes : de 1026 à 1057, de 1073 à 1090, de 1145 à 1153 et de 1229 à 1239, date à laquelle la taïfa fut finalement conquise par l'Émirat de Grenade.

## Histoire

### Premier taifa
La taïfa de Málaga fut fondée en 1026 lorsque Yahyâ al-Mu`talî, un Arabe berbérisé de la dynastie Hammudide, invité à assumer le titre de calife de Cordoue, retourna à sa forteresse sécurisée de Malaga après avoir été définitivement banni par les habitants de Cordoue. Après son expulsion, il unifia sous son autorité les coras (districts) de Malaga et d'Algésiras, initialement avec le soutien des Zirides de Grenade, et déclara alors la création de la taïfa indépendante de Málaga. 
Il reprit le titre de calife, qui devint par la suite exclusif aux souverains de Málaga. Son règne, qui dura jusqu'à sa mort en 1035, fut marqué par des luttes contre la dynastie Abbadide, souverains de la taïfa de Séville. Yahya conquit la taïfa de Carmona, d'une grande importance stratégique dans la région, mais celle-ci fut rapidement reconquise par les Sévillans.
À sa mort en 1035, le royaume fut divisé en deux entités indépendantes : la taïfa de Málaga proprement dite, dirigée par son frère Idris I al-Muta'ayyad, et la taïfa d'Algésiras, gouvernée par son neveu Muhammad ben al-Qasim. La lutte contre la taïfa de Séville se poursuivit, atteignant son apogée avec la victoire de Málaga lors de la bataille d'Écija en 1039, grâce également au soutien des taïfas d'Almería, de Grenade et de Carmona. Idris I fut remplacé à Málaga par Yahya II al-Qa'im, dont le règne ne dura qu'une année. En 1040, il fut renversé par son oncle Hasan al-Mustansir, qui fut lui-même évincé en 1042 par le Saqaliba Naya al-Siqlabi.
La même année, Naya fut assassiné, permettant aux Hammudides de récupérer le trône avec Idris II al-Ali, frère de Hassan, qui régna jusqu'à son renversement en 1047 par son cousin Muhammad I al-Mahdi. En 1053 ou 1054, ce dernier fut remplacé par son cousin Idris III al-Sami, qui fut assassiné après seulement un an de règne. Idris II reprit alors le pouvoir jusqu'à sa mort en 1054 ou 1055. Son fils et successeur, Muhammad II al-Musta'li, fut déposé par son frère Yahya III al-Mahdi, sous le règne duquel la taïfa fut conquise en 1057 par Badis ben Habus, souverain ziride de Grenade.
Après la mort de Badis en 1073 et la division de la taïfa de Grenade entre ses héritiers, Málaga revint à Tamim ben Buluggin ben Badis, tandis qu'Abdallah ben Bologhin obtenait la taïfa de Grenade. En 1090, la taïfa de Málaga fut conquise par la dynastie islamique des Almoravides.

### Second taifa
Pendant la période dite du second âge des taïfas, Málaga fut gouvernée de manière autonome pendant huit ans à partir de 1145 sous les Banu Hassun Abu'l-Hakam al-Husayn. Celui-ci profita d’une révolte populaire contre les Almoravides pour s’imposer. Cependant, ses politiques impopulaires, ainsi que son alliance avec les chrétiens, entraînèrent sa chute aux mains des Almohades et son suicide en 1153.

### Troisième taifa
En 1229, au cours de la troisième période des taïfas, Málaga devint brièvement indépendante sous le règne d'Ibn Zannun, de la dynastie des Banu Zanum. Sa chute en 1238 marqua la fin de la taïfa de Málaga, qui fut intégrée à l'émirat de Grenade.

## Liste des émirs

### Dynastie des Hammudites
- Yahyâ al-Mu`talî: 1026 ou 1027–1035
- Idris I al-Muta'ayyad: 1035–1039
- Yahya II al-Qa'im: 1039–1040
- Hasan al-Mustansir: 1040–1042
- Naya the Usurper: 1042
- Idris II al-Ali: 1042–1047 mort vers 1054/5
- Muhammad I ben al-Qasim: 1047–1053
- Idris III al Sami: 1053
- Idris II (restauré): 1053–1054/5
- Muhammad II al-Musta'li: 1054/5
- Yahya III al-Mahdi (à Melilla 1063–1064): 1054/5–1057/8 mort en 1064
  - du Taifa de Grenade: 1057/8–1073

### Dynastie des Zirides
- Tamim: 1073–1090
  - des Almoravides: 1090–1145

### Dynastie des Hassunides
- Abu'l-Hakam al-Husayn: 1145–1153
  - des Almohades: 1153–1229

### Dynastie des Zannunides
- Ibn Zannun: 1229?–1239
  - de Grenade: 1239–1487